# Sa femme (film, 1933)
Pour les articles homonymes, voir Sa femme.
Sa femme (titre original : No Other Woman), est un film américain réalisé par J. Walter Ruben, et sorti en 1933.

## Synopsis
Anna est mariée à Jim, un ouvrier sidérurgiste et parvient à le convaincre de monter une entreprise, qui devient rapidement prospère. Mais c'était sans compter sur la psychologie de Jim, qui n'est pas à l'aise dans sa nouvelle vie, lorsqu'il doit changer de milieu social, pour côtoyer les riches.

## Fiche technique
- Titre : Sa femme
- Titre original : No Other Woman
- Réalisation : J. Walter Ruben
- Scénario : Wanda Tuchock, Bernard Schubert, d'après la pièce d'Eugene Walter Just a Woman
- Producteur : David O. Selznick
- Directeur de la photographie : Edward Cronjager
- Montage : William Hamilton
- Direction artistique : Carroll Clark
- Ingénieur du son : Clem Portman
- Musique : Max Steiner
- Pays de production :  États-Unis
- Langue : Anglais
- Durée : 58 minutes
- Couleur :Noir et blanc
- Format : 1.37 : 1
- Dates de sortie : 
  - États-Unis : 6 janvier 1933
  - France : 1er septembre 1933

## Distribution
- Irene Dunne : Anna Stanley
- Charles Bickford : James 'Jim' Stanley
- Gwili Andre : Margot Van Dearing
- Eric Linden : Joe Zarcovia
- Christian Rub : Eli Bogavitch
- Leila Bennett : Susie Bogavitch
- J. Carrol Naish : Bonelli
- Buster Miles : Bobbie Stanley
- Hilda Vaughn : Mlle Leroy, gouvernante
- Joseph E. Bernard : Frank Rogers, majordome
- Frederick Burton : Anderson, avocat
- Theodore Von Eltz : Sutherland
- Edwin Stanley : Juge
- Brooks Benedict : William Craven, chauffeur
- Jules Cowles : Pensionnaire